# マッツ・ケーレルト
マッツ・ケーレルト（Mats Köhlert、1998年5月2日）は、ドイツ・ハンブルク出身のサッカー選手。ブレンビーIF所属。ポジションはFW。

## クラブ経歴
2019年3月30日、2. ブンデスリーガのVfLボーフム戦で後半23分、スイス人MFヴァシリエ・ヤニチッチとの交代でプロデビューを果たした。
2019年7月1日、ヴィレムIIに移籍した。
2022年6月21日、3年契約でSCヘーレンフェーンに加入した。
2025年5月23日、ブレンビーIFに4年契約で移籍した。

## 代表経歴
2015年、ブルガリアで開催されたUEFA U-17欧州選手権2015にドイツ代表として参加した。大会では決勝にまで勝ち進んだが、その決勝でフランスに4-1で敗れてしまった。また、同年に行われた2015 FIFA U-17ワールドカップにも出場している。2017年にはUEFA U-19欧州選手権2017に参加した。

## 芸能活動
ケーレルトは幼少の頃、ドイツ国内の映画とドラマに子供役として、さらにはBMWやイケア、マクドナルドのCMの子供役として出演した経験がある。